# Crumb (film)
Pour les articles homonymes, voir Crumb.
Pour plus de détails, voir Fiche technique et Distribution.
Crumb est un documentaire réalisé par Terry Zwigoff sorti en 1994.

## Synopsis
Le film est consacré à la carrière de l'auteur de bande dessinée Robert Crumb et à sa famille. S'interrogeant particulièrement sur le moteur de la carrière du pape de la bande dessinée underground, il permet de mieux comprendre les grandes thématiques développées par Crumb tout au long de son œuvre et son regard sur la vie.

## Accueil critique
Réalisé en dix ans par un proche de l'auteur, Crumb, sorti en salles en 1995 en Amérique du Nord et en 1998 en France, brille par sa « finesse » et sa « sincérité », a obtenu treize  récompenses, dont le Grand Prix du Festival du film de Sundance 1995 (catégorie documentaire américain).